# SM 슈퍼몰

로고

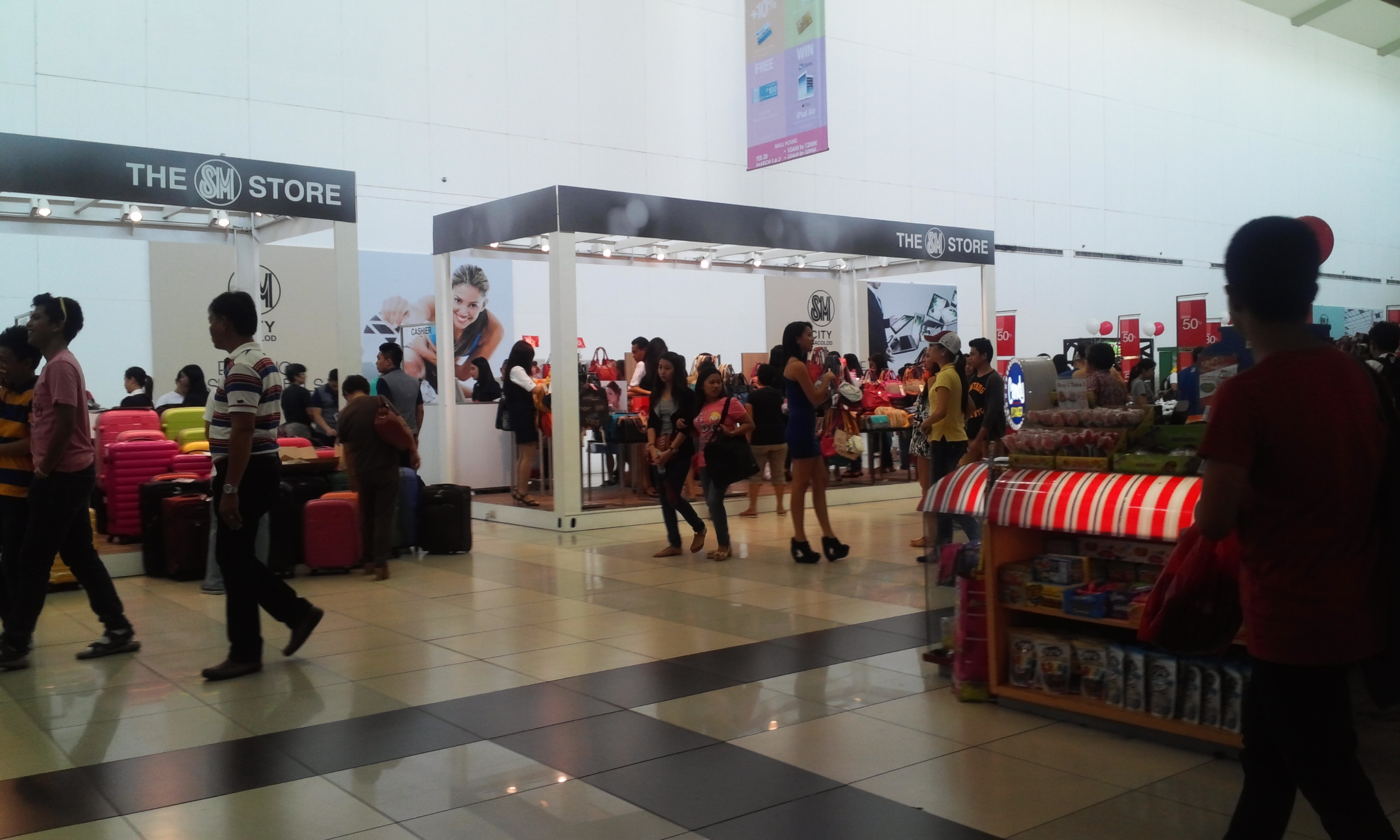
바콜로드의 SM몰

SM 슈퍼몰(SM Supermalls)은 필리핀의 쇼핑 센터 체인으로 필리핀 전역에 53개의 쇼핑 센터를 갖고 있다. SM 프라임 홀딩스의 자회사이다.